# 劉進圖
劉進圖（英語：Kevin Lau Chun-to，1964年3月21日—），世華網絡營運總裁，此前於同一集團旗下的《明報》任職總編輯，是少數具有法律深造證書的傳媒工作者。

## 生平
劉進圖早年生活於九龍深水埗蘇屋邨，1970年畢業於邨內的牡丹幼稚園（正校），就讀天主教善導小學（1970年至1976年），於1983年在九龍華仁書院畢業（1976年中一至1983年中七），後來於香港大學取得法學士及法學專業證書，同屆同窗有戴耀廷、袁國強及鄧忍光。他曾於大學三年級暑假擔任香港民主黨創黨主席李柱銘的助理，接觸到立法局和基本法起草工作。1989年，劉完成倫敦政治經濟學院法學碩士學位，同年加入新聞界，在《信報》任政治版記者。
1995-2007年，任《明報》社評主筆，曾駐北京。他曾以《廿三條演義（页面存档备份，存于）》獲香港中文大學第一屆新聞獎的「傑出表現獎」。
劉進圖近年修畢香港科技大學行政人員工商管理碩士。2012年1月，他接替張健波成為《明報》總編輯。
其妻子陳碧君，前九龍巴士企業傳訊總監，值得一提的是，現時九龍巴士車輛報站系統的粵語和英語發聲，以及顧客服務熱線錄音，正是陳碧君的聲音。

## 事件

### 梁振英僭建
在梁振英大宅僭建報導發表前，梁振英提前知悉並拆除，劉進圖指是梁振英本人主動致電查詢，梁候任特首辦卻指是接到《明報》口頭查詢。

### 特首稍後將辭職誤導
《明報》即時新聞網於2013年10月1日早上8時10分報道香港行政長官梁振英出席升旗儀式時誤報「特首稍後將辭職」，至早上10時知悉犯錯，承認出現重大錯誤，及向讀者致歉。

### 被撤主编職位
《明报》於2014年1月6日宣布更换总编辑，原总编刘进图將會出任新职，惟被內部反对，约110名员工於同月20日在报社门外静默5分半钟，象征报社擁有55年历史，以示捍卫办报的方针。《环球时报》就此事于2014年1月23日发表社论《私营香港〈明报〉换总编，怎能怨中央》。

### 遇襲案
2014年2月26日早上10時20分，劉進圖如常駕車往西灣河鯉景灣吃早餐，在太康街55號入碼錶時，遭到襲擊，當時有兩人駕駛電單車，其中一人跳躍下來襲擊他，劉先生的背部及腿背中六刀後倒地，被送往東區醫院搶救，情況一度危殆。
行政長官梁振英和香港傳媒、社會各界以及中联办，均強烈譴責兇徒冷血暴行，祝願劉進圖盡快康復。《明報》懸紅300萬港元追緝兇徒，翌日頭版報頭與大小標題均全數套黑，以示是香港新聞界最黑暗的一日。
劉進圖自己評估稱襲擊與私人恩怨無關。梁慕嫻認為，可能因為梁的文章《一個推想》，令劉進圖承受這六刀，但是文章亦指出梁的推測並沒有任何事實依據支持。。
香港警方在3月9日收到廣東省公安廳通知，兩名襲擊劉進圖的疑兇在東莞落網，兩人均為37歲，香港黑社會人士。而在香港亦有另外7人被捕。
遇襲後，他引用「真理在胸筆在手，無私無畏即自由」，要捍衛新聞自由。8月1日，劉復工，他稱是自己主動要求復工，希望分擔同事的工作。

### 眾新聞
2017年1月1日，劉進圖及其他傳媒工作者、新聞學者及新聞工作者共同創辦《眾新聞》。其他創辦人包括《明報》前執行總編輯姜國元（安裕）、香港記協前主席麥燕庭、《南華早報》前資深政治編輯楊健興、中大新聞與傳播學院研究教授陳韜文等。《眾新聞》於2022年1月4日停止營運。

### 宣布專欄擱筆
2022年7月19日，他在其《明報》專欄「信有明天」中宣佈暫停專欄，但願後會有期。他回覆Hong Kong Free Press時表示自己「只是退休」，希望多休息和去旅遊。